# Daniel Will
Daniel Will (né à Lausanne en 1951) est un sculpteur et graphiste suisse.

## Biographie
Il passe toute son enfance à Ouchy, quartier de la ville de Lausanne et ancienne commune, située au sud de la ville, au bord du lac Léman. En 1978, devenu indépendant, il obtient une bourse fédérale des Arts Appliqués. Dès 1980, il travaille la peinture et la sculpture (bois, métal et pierre).

## Expositions
- 1993 : Galerie OM Fribourg
- 1994 : Musée du Pays et Val de Charmey
- 1995 : Galerie Kara, Genève
- 1996 : Galerie Kara Genève
- 1999 : Musée du Pays et Val de Charmey
- 2001 : Musée du Pays et Val de Charmey
- 2001 : Galerie Shakan, Lausanne
- 2002 : Galerie Ollier, Fribourg
- 2002 : Galerie Shakan, Lausanne
- 2003 : Galerie Shakan, Lausanne
- 2003 : Galerie Chantal Mélanson, Annecy
- 2006 : Portes ouvertes dans son atelier

2008 : Wunderland, 27 juillet-3 août 2008, Château de Rue (Fribourg)

## Sites personnels et liens externes
- DanielWill.ch
- WillDesign.ch